# 72 дана
72 дана (Седамдесет и два дана) је црна комедија из 2010. године коју је режирао Данило Шербеџија, као свој први дугометражни играни филм у хрватско-српској копродукцији.
Филм је своју премијеру у Хрватској имао 20. јула 2010. године на Филмском фестивалу у Пули, а у Србији 23. августа 2010. године на Филмским сусретима у Нишу.

## Радња
Америчка пензија деда Ђурђа, коју прима његова удовица Неђа је једини извор прихода за личку породицу Париповић. Након што баба изненада умре, њихова егзистенција је озбиљно угрожена, па глава породице Мане, заједно са сином Тодором и братом Јојом смишља занимљив план: заменити бабу!
Мане је одлучан да спроведе наум у дјело па макар морао с пута померити радозналог сусједа Милу, не одвећ заинтересованог локалног полицајца, пијаног поштара па чак и чланове властите породице.
С идејом су сви одушевљени осим Бранка, Јојиног сина, коме је једина жеља са дјевојком Личом побјећи што даље од њих. Он има и још један проблем. Пронашли су га каматари због којих се и сакрио у овај крбавски засеок.

## Улоге
| Глумац           | Улога          |
| ---------------- | -------------- |
| Раде Шербеџија   | Мане Париповић |
| Крешимир Микић   | Бранко         |
| Богдан Диклић    | Јоја Париповић |
| Живко Аночић     | Тодор          |
| Мира Бањац       | баба Неђа      |
| Дејан Аћимовић   | Миле           |
| Луција Шербеџија | Лица Свилар    |
| Небојша Глоговац | полицајац Дане |
| Предраг Вушовић  | поштар Лука    |
| Драган Николић   | каматар 1      |
| Перо Мочибоб     | каматар 2      |
| Мила Манојловић  | Нана           |

## Инспирација за филм
Сценарио за „Седамдесет и два дана“ Данило Шербеџија је написао још 1999. године. Написао је сценарио за филм у коме кроз црни хумор предочава специфичан лички менталитет.
Прича је инспирисана анегдотом коју је чуо у мариборској касарни, када му је један војник рекао да његова породица не ради ништа друго осим што брине да им баба што дуже живи, јер добија америчку пензију.

## Занимљивост
У филму је Лика изабрана као окружење, а Личани као ликови. Данилова породица потиче из Лике, а Раде је ту и рођен. Једна од две куће у којој је филм сниман је кућа Радетовог ујака у којој се Радетова мајка родила.